# Alexandre Yersin
Alexandre Emile Jean Yersin (22 de setembro de 1863 – 1 de março de 1943) foi um bacteriologista suíço, descobridor do bacilo da peste.

## Vida
De família francesa, nasceu em Aubonne, Vaud, na Suíça. Estudou medicina por um ano em Lausanne, Suíça (de 1883 a 1884), em Marburg, na Alemanha, e depois em Paris. Naturalizou-se cidadão francês para poder exercer a medicina na França. Em 1886, entrou para o laboratório de pesquisas de Louis Pasteur, na École Normale Supérieur. Em 1888 concluiu seu doutorado com a tese: Estudo sobre o desenvolvimento da tuberculose experimental. Nessa época, passou dois meses na Alemanha estagiando com Robert Koch, descobridor do bacilo Mycobacterium tuberculosis, agente etiológico da tuberculose e do Vibrio cholerae, causador da cólera. Em 1889, entrou para o recém-criado Instituto Pasteur como colaborador de Emile Roux, onde participou do desenvolvimento de soros antirábicos e da descoberta da toxina diftérica, produzida pelo bacilo Corynebacterium  diphtheriae.
Era um curioso incansável que não gostava da rotina. Poucos anos depois de iniciar suas pesquisas em Paris, abandonou tudo e foi ser médico nos navios da companhia francesa Messageries Maritimes na Ásia, fazendo as linhas Saigon-Manila e Saigon-Haiphong. Não demorou muito nessa função: resolveu fixar-se em terra, escolhendo a cidade de Nha Trang, na Indochina (hoje Vietnã). Participou de expedições exploratórias para estudar a geografia, topografia, agronomia, meteorologia e zootecnia. Criou uma fazenda onde plantou seringueiras (Hevea brasiliensis) importadas do Brasil para produzir borracha e quinino (Cinchona ledgeriana) importado dos Andes, usado no tratamento da malária, e produziu uma bebida escura feita com folhas de coca.
Em 1894, Alexandre Yersin foi convidado pelo Instituto Pasteur, que nesse período abria filiais ao redor do mundo, para uma missão em Hong Kong, que sofria sua terceira epidemia de peste bubônica. Yersin trabalhou em uma cabana de palhas apenas com um microscópio e uma autoclave, e mesmo em precárias condições de trabalho, conseguiu identificar a bactéria causadora da peste (em 20 de junho de 1894), atualmente chamada Yersinia pestis, em sua homenagem. Ele pesquisou a relação da peste bubônica com os ratos, pois a população local fazia essa associação. Suspeitou da ligação com insetos, mas foi o pesquisador francês Paul Louis Sismond quem descobriu o papel das pulgas dos ratos em transmitir a bactéria para o homem e outros animais. Em 1895, regressou à Paris, e na companhia de Albert Calmette e Emile Roux conseguiu desenvolver uma vacina e um soro contra a peste.
Alexandre Yersin escolheu o Vietnã como seu país de adoção. Lá, participou intensamente para incentivar a fundação da Faculdade de Medicina de Hanói, sendo escolhido seu primeiro diretor pelo governo geral francês da Indochina, em 08 de janeiro de 1902.
Em 1927, recebeu da Academia de Ciências da França o prêmio “Prix Leconte”.
Em 1934, foi nomeado diretor honorário do Instituto Pasteur e membro do seu Conselho de Administração. Depois da independência do país, as ruas que receberam seu nome permaneceram com a mesma designação em sua homenagem e, na sua sepultura em Suoi Dau, foi construído um templo em estilo pagode onde são celebradas cerimônias em seu louvor e que tem escrito o epitáfio: “Benfeitor e humanista, venerado pelo povo vietnamita”. É lembrado carinhosamente pelo nome Ông Nãm (Mr Nam/quinto).
Sua casa em Nha Trang hoje é o Museu Yersin. Em Dalat, um Liceu francês com seu nome foi construído em 1920, e em 2004, foi fundada uma universidade privada chamada “Universidade Yersin”. Faleceu em sua residência de Nha Trang, em 1º de março de 1943, aos 79 anos.